# Re:
Re:は、電子メールやネットニュースの「返信」を意味する語である。
文字上の表現手段であり、読み方が定義されていないため正確な発音は存在しないが、あえて発音される際には、「リ」や「リー」もしくは「レ」や「レー」などと発音されている。マルチバイトの文字使用環境においても、必ず1バイトのいわゆる半角英字で記述される。

## 発祥
元々は、英語圏において文通の返信の表現として用いられていたという記録が1707年のオックスフォード英語辞典に残っていることから、それよりも古い時代から用いられていたのではないかと考えられる。英語圏のビジネスレターなどでは、現在も「…について」(regarding)の意味で表題に用いられることがある。
一方で、現在用いられている「Re:」はコンピュータ用語からの転用であることが多い。1972年、アメリカのAT&Tベル研究所において電子メールの策定が行われた際に、返信時のタイトルを標準で「Re:」とするITU勧告が出された。Request for Commentsとしては2001年4月に RFC 2822 として返信のメールで元のメッセージのSubjectフィールドの内容の前に「Re: 」(コロンの後に空白が入る) と書いてもよいと定義された。RFC 2822には、ラテン語の「res」という語が語源で「…について」という意味であると記述されており、responseやreply、refer to、returnの略とはされていない。RFC 2822を 置き換えた RFC 5322 もほぼ同様であるが、その3.6.5節では、ラテン語の「in re」の省略であるとしている。

## 使用
「Re:」は返信を行ったとき、電子メールの件名の先頭に自動的に付加される。日本のある種のメールソフトでは、返信のたびに一つずつ増える。さらに、メールソフトによっては「Re>」や、返信の回数に応じて「Re9:」などと数字を付加する例も見られる。しかし、電子メールの歴史的背景から伝統的に「Re: 」が使用されているので、「Re:」以外の文字列を使用することはITU-TやRFCの標準からは外れることになる。したがって、「Re:」以外の文字列を付加したり、「Re:」を複数回付加したりすると、受信したメールソフトでスレッド形式での表示がうまくできないことがある。RFC 5322の3.6.5節では、1回だけ追加するとされている。
NetNewsでもメッセージはRFC 2822に従って記述することとなっており、記事にフォローアップをすると「Re:」を付加するニュースリーダーが多い。
同様の文字列はインターネット上の電子掲示板でも使われることがある。

### 言語固有の“Re:”
インターネットの電子メールにおける「Re:」は、「#発祥」で述べたとおり英語圏での使用が起源と考えられる。他の言語の電子メールでも、「Re:」と同じ用法で件名の先頭に付加するための接頭辞が見られる。
AW:ドイツ語。
Re:英語圏をはじめとして、もっとも広く使われる。言語によらず、返信を表す標準的な接頭辞とされることがある（「#発祥」を参照）。
SV:スウェーデン語、デンマーク語。
VS:フィン語。
いずれの接頭辞も、2文字目以降は大文字になることも小文字になることもある。まれに、すべての文字が小文字になることがある。ごくまれに、最後の「:」が省かれる。
特定の言語への対応を主眼としたメールユーザエージェント (メールソフト) には、返信時に件名に付加する接頭辞として、「Re:」の代わりにこれらを実装しているものがある。国際化されたメールソフトでは、ユーザインタフェースの使用言語を切り替えることによって接頭辞が切り替えられるものもある。ただし、上記の言語に対応したメールソフトならばかならずこれらの接頭辞を実装している、というわけではない。対応している言語によらず「Re:」だけを実装するメールソフトも多い。

### “Re:”の重複と縮約
電子メールの返信を繰り返すと、件名の先頭に複数の「Re:」またはそれと似た接頭辞）が連なることがあり、その場合には問題が起こる可能性がある。そこで、メールユーザーエージェント（メールソフト）やメーリングリストサーバによっては、返信時（メーリングリストサーバでは配信時）に、重複した接頭辞を縮約する機能を実装しているものがある。
縮約の方式はいろいろある。特定の方式や特定の言語の接頭辞に対応しているだけでは、他の方式や言語に対応できないので、やはり問題が発生することもある。メーリングリストサーバの実装では、縮約した「Re:」をメーリングリストタグの前に置くものと後ろに置くものとがある。

## “Re:”の使用傾向
日本の調査会社による、携帯電話を用いた電子メールの件名に関して行われた調査では、返信時に件名を書き換えずに「Re:」のままとする電子メール利用者が多くいることが示された。この結果では、新規送信の際に件名を入力しない利用者が26.3%、返信時に件名を変更しない利用者が65.5%、受信箱に多い件名として「Re:」が55.3%に上るとされた。このことから携帯電話による電子メールの件名欄の使用傾向がうかがえる。しかしこれは日本の携帯電話事情に限定した話であり、パソコンからの電子メールが考慮されていない点において注意が必要である。なお、日本国外の携帯電話ではショートメッセージサービスしか行っていない場合が多い。ショートメールサービスには件名という概念がないため、件名に付与される「Re:」という接頭辞も、同様に存在しない。